# Pest vármegyei 8. sz. országgyűlési egyéni választókerület
A Pest vármegyei 8. sz. országgyűlési egyéni választókerület egyike annak a 106 választókerületnek, amelyre a 2011. évi CCIII. törvény Magyarország területét felosztja, és amelyben a választópolgárok egy-egy országgyűlési képviselőt választhatnak. A választókerület nevének szabványos rövidítése: Pest 08. OEVK. Székhelye: Szigetszentmiklós

## Területe
A választókerület az alábbi településeket foglalja magába:
1. Dunavarsány
2. Halásztelek
3. Majosháza
4. Százhalombatta
5. Szigetcsép
6. Szigethalom
7. Szigetszentmárton
8. Szigetszentmiklós
9. Szigetújfalu
10. Tököl

## Országgyűlési képviselője
| Név         | Párt                                         | Párt        | Terminus | Megjegyzés                                   |
| ----------- | -------------------------------------------- | ----------- | -------- | -------------------------------------------- |
| Bóna Zoltán |                                              | Fidesz-KDNP | 2014 –   | A 2014-es országgyűlési választás eredménye: |
| Bóna Zoltán | A 2018-as országgyűlési választás eredménye: | Fidesz-KDNP | 2014 –   |                                              |
| Bóna Zoltán | A 2022-es országgyűlési választás eredménye: | Fidesz-KDNP | 2014 –   |                                              |

## Demográfiai profilja
| Iskolai végzettség                | Iskolai végzettség               | Iskolai végzettség | Iskolai végzettség | Iskolai végzettség |
| --------------------------------- | -------------------------------- | ------------------ | ------------------ | ------------------ |
|                                   |                                  |                    |                    | fő                 |
| Általános iskolát nem végezte el  | Általános iskolát nem végezte el |                    | 1378               | 1378               |
| Általános iskola                  | Általános iskola                 |                    | 14478              | 14478              |
| Szakmunkás                        | Szakmunkás                       |                    | 19238              | 19238              |
| Érettségi                         | Érettségi                        |                    | 38955              | 38955              |
| Diploma                           | Diploma                          |                    | 20859              | 20859              |
| A 2022. évi népszámlálás szerint. |                                  |                    |                    |                    |

A Pest vármegyei 8. sz. választókerület lakónépessége 2022. október 1-jén 118 283 fő volt. A 2011-es és a 2022-es népszámlálás között 13 446 fővel nőtt a választókerület lakosság száma. A választókerületben a korösszetétel alapján a legtöbben a középkorúak élnek 43 986 fővel, míg a legkevesebben az időskorúak 20 227 fővel. A választókerület lakosságának a 88,3%-nál van internet elérési lehetőség.
A legmagasabb befejezett iskolai végzettség szerint az érettségi végzettséggel rendelkezők élnek a legtöbben 38 955 fő, utánuk a következő nagy csoport a diplomások 20 859 fővel.
Gazdasági aktivitás szerint a lakosság közel fele foglalkoztatott 61 576 fő, második legjelentősebb csoport az inaktív keresők, akik főleg nyugdíjasok 21 848 fővel.
A választókerület legjelentősebb nemzetiségi csoportja a németek 1273 fő, illetve a cigányok 789 fő. Magyar állampolgársággal nem rendelkező külföldi állampolgárok aránya 1,1%.
Vallási összetétel szerint a választókerületben lakók legnagyobb vallása a római katolikus (20 184 fő), valamint jelentős közösség még a reformátusok (9365 fő). A vallási közösséghez nem tartozók száma szintén jelentős (18 108 fő), a választókerületben a második legnagyobb csoport a római katolikus vallás után.

## Országgyűlési választások
| Párt                      |  | Jelölt           |
| ------------------------- |  | ---------------- |
| Fidesz-KDNP               |  | Bóna Zoltán      |
| MEMO                      |  | Kámány János     |
| Független                 |  | Dorogi Gyula     |
| MKKP                      |  | Zseli Bernadett  |
| Normális Párt             |  | Prohászka György |
| Egységben Magyarországért |  | Jószai Teodóra   |
| Mi Hazánk                 |  | Botló Kornél     |

| Párt                             |           | Jelölt                     | Szavazatok | %     | ± %  |
| -------------------------------- | --------- | -------------------------- | ---------- | ----- | ---- |
| Fidesz-KDNP                      |           | Bóna Zoltán                | 25 272     | 40.33 | 0.07 |
| MSZP-Párbeszéd                   |           | Stefanik Zsolt             | 19 188     | 30.62 | 2.31 |
| Jobbik                           |           | Lupa János                 | 12 758     | 20.36 | 1.95 |
| LMP                              |           | Hevényiné Danics Nikoletta | 3016       | 4.81  | 0.2  |
| Momentum                         |           | Tótok József               | 1355       | 2.16  | Új   |
| Munkáspárt                       |           | Varga Imre                 | 325        | 0.52  | Új   |
| Egyéb pártok                     |           |                            | 745        | 1.19  | 1.97 |
| Megjelent                        | Megjelent | Megjelent                  | 63 225     | 71.12 | 9.04 |
| A Fidesz-KDNP tartja a körzetet. |           |                            |            |       |      |

| Párt                                |           | Jelölt             | Szavazatok | %     | ± % |
| ----------------------------------- | --------- | ------------------ | ---------- | ----- | --- |
| Fidesz-KDNP                         |           | Bóna Zoltán        | 20 946     | 40.26 |     |
| Összefogás                          |           | Kuncze Gábor       | 17 134     | 32.93 |     |
| Jobbik                              |           | Lupa János         | 9578       | 18.41 |     |
| LMP                                 |           | Jaksa-Ladányi Emma | 2605       | 5.01  |     |
| Szociáldemokraták                   |           | Boldis György      | 112        | 0.22  |     |
| Egyéb pártok                        |           |                    | 1650       | 3.16  |     |
| Megjelent                           | Megjelent | Megjelent          | 52 566     | 62.08 |     |
| A Fidesz-KDNP nyeri meg a körzetet. |           |                    |            |       |     |

## Ellenzéki előválasztás – 2021
| Frakció                              |                 | Jelölő szervezetek                    | Jelölt          | Szavazatok | %     |
| ------------------------------------ | --------------- | ------------------------------------- | --------------- | ---------- | ----- |
| DK                                   |                 | DK, Momentum, Liberálisok             | Jószai Teodóra  | 4109       | 51.30 |
| Jobbik                               |                 | Jobbik, LMP, MSZP, Párbeszéd, ÚK, MMM | Nagy János      | 3900       | 48.70 |
| Összes szavazat                      | Összes szavazat | Összes szavazat                       | Összes szavazat | 8009       |       |
| Jószai Teodóra nyeri meg a körzetet. |                 |                                       |                 |            |       |